# Association sportive de Mandé (féminines)
Maillots
Actualités
Dernière mise à jour : 25 juillet 2022.
La section féminine de football de l'Association sportive de Mandé est un club féminin de football malien basé dans la commune IV de Bamako.

## Histoire
La section féminine débute en 1994 par la création d'un club, Horonya, réunissant l'US Lafiabougou et des dissidentes des Super Lionnes de Hamdallaye, le club qui domine historiquement le football féminin malien. Après être devenu la section féminine de l'AS Mandé, le club absorbe les Tigresses de N’Tomikorobougou et l’AS Dagnouma de Sébénikoro.
L'AS Mandé est le premier club féminin malien à disputer un match à l'étranger (victoire 2-0 face à Rufisque à Dakar en 1995) et à recevoir un club étranger (victoire 4-0 face à Koudougou du Burkina).
Après avoir remporté le tournoi des 5 nations de Ouagadougou en 2005, le club ne tient pas ses promesses de primes, et l'équipe est éliminée dès le premier tour de l'édition 2006.
Le club remporte le championnat de Bamako en 2004, 2007, 2009, 2010, 2011, 2013 et 2014. 
En 2014, l'AS Mandé remporte à nouveau le tournoi de Ouagadougou, devançant le club local des Princesses du Kadiogo. 
L'AS Mandé remporte la première édition du championnat du Mali féminin en 2017.
L'AS Mandé est vainqueur de la coupe du Mali en 2012, 2014, 2015 et 2016.
L'AS Mandé remporte une première coupe du Mali en 2012, en battant le Réal 3-1, puis l'emporte à nouveau en finale face au même adversaire en 2014 (6-2).

### Les années 2020
Le club remporte la phase de qualifications de la zone A de l'UFOA de la Ligue des champions féminine 2021, se qualifiant ainsi pour la phase de groupes de la première édition de cette compétition continentale. Les représentantes du Mali perdent leurs deux premiers matches face à Wadi Degla et aux Hasaacas Ladies, avant d'accrocher le match nul face aux Malabo Kings, et terminent dernières de leur poule.
En 2021, le club chute en finale de la coupe du Mali face aux Super Lionnes (3-1), mais prend sa revanche l'année suivante (1-0). En championnat, le club remporte trois éditions consécutives en 2021, 2022 et 2023.
Après avoir abandonné son titre en UFOA-A aux Determine Girls en 2022, l'AS Mandé retrouve son trône régional la saison suivante, en devançant le Dakar SC à la différence de buts.

## Joueuses notables
- Mariam Keita (en)
- Rokiatou Samake (en)
- Diaty N'Diaye (en)
- Salimata Diarra (en)
- Fatoumata Diarra
- Fatoumata Doumbia (en)
- Bassira Touré
- Oumou Koné

## Palmarès
- Championnat du Mali
  - Champion : 2017, 2021, 2022, 2023 et 2024
- Coupe du Mali
  - Vainqueur : 2012, 2014, 2015, 2016, 2022 et 2024
  - Finaliste : 2021 et 2023
- Tournoi de l'UFOA A
  - Vainqueur : 2021 et 2023
- Tournoi de Ouagadougou
  - Vainqueur : 2005, 2010, 2011 et 2014
- Coupe Moneygram
  - Vainqueur : 2007
- Tournoi national
  - Vainqueur : 2004 et 2007
- Ligue de Bamako
  - Vainqueur : 2004, 2007, 2009, 2010, 2011, 2013 et 2014